# Gerard Hoffnung
Gerard Hoffnung (* 22. März 1925 in Berlin; † 28. September 1959 in London) war ein deutsch-britischer Karikaturist und Tubist.

## Leben
Gerhard Hoffnung wurde in der Zeit des Nationalsozialismus 1938 mit einem Kindertransport nach England verschickt und besuchte dort Anna Essingers Bunce Court School in Otterden, bei der sein ebenfalls geflohener Onkel Bruno Adler als Lehrer untergekommen war. Seine Eltern konnten sich 1939 ebenfalls nach London retten, und Gerard besuchte nun dort die Highgate School.
Er veröffentlichte eine Reihe von Büchern (Scherzando, Hoffnungslos) mit Karikaturen von Dirigenten und Orchestermusikern.
Berühmt wurde er jedoch durch die Musikfestivals, die er in der Londoner Royal Festival Hall veranstaltete (The Hoffnung Music Festival Concert 1956, The Hoffnung Interplanetary Music Festival 1958). Hier führte er originelle Musik (unter anderem von Francis Baines, Francis Chagrin, Franz Reizenstein, Malcolm Arnold, William Walton und Aaron Copland) unter seinem ebenso originellen Dirigat mit clownesken Einlagen der Musiker auf. Konzertmitschnitte erschienen um 1970 auf  Hörzu Black Label. Nach Hoffnungs frühem Tod infolge einer Hirnblutung führte Malcolm Arnold die Veranstaltungsreihe in dessen Sinn weiter (The Hoffnung Astronautical Music Festival 1961).